# ユニバーサル・スタジオ・コリア
ユニバーサル・スタジオ・コリア（英語: Universal Studios koreaまたは、Universal Studios South Korea 朝鮮語: 유니버설 스튜디오 코리아）は建設予定だったユニバーサル・パークである。現在はプロジェクト凍結している。

## 概要
日本の大阪にある『ユニバーサル・スタジオ・ジャパン』の大成功の影響のためハリウッド映画をテーマとしたユニバーサルパークを韓国の華城に建設予定、2020年に開園予定だったが、事実上建設は中止され、プロジェクトは凍結となった。
中止の理由は2021年に中国に開園した『ユニバーサル・北京・リゾート』といわれている。

## 沿革
2007年5月22日、ユニバーサル・スタジオ・コリアはUSKORアソシエイツの社長のフランク・P・スタネック氏によって開業をすることを発表された。
発表では、韓国にテーマパークを建設する計画があることが明らかにされたが、USKORは、場所や建設予算などの他の主要な詳細については、詳細を明らかにしなかった。
2007年11月27日、ユニバーサル・パーク&リゾーツは、ソウルの南に位置し仁川国際空港にも近い華城市にテーマパークを建設することを発表し、31億米ドルの予算を割り当てられた。
金文洙京畿道知事は、ユニバーサル・スタジオ・コリアが海外投資で2兆9000億ウォン、年間1億9000万ウォンの税収と6万人の雇用創出効果があると試算した。
2010年1月、韓国のユニバーサル・スタジオ・テーマパーク&リゾートの開発業者は、このプロジェクトは世界的な金融危機の影響で遅れていたが、2014年初めにオープンする予定だと発表した。ユニバーサル・スタジオ・コリア・リゾートは、2012年の開業を目指して2007年に計画が発表されたが、建設予定地の金文洙知事は、世界的な金融危機の影響で計画が遅れていたとしながらも、「大規模な計画は軌道に乗っている」 と述べた。発表によると、建設は2011年初めに開始される予定だった。
金氏は報道陣向けイベントで、すでに運営されているユニバーサル・スタジオに言及し、「わが社の韓国のユニバーサルスタジオは、他のすべてのスタジオを合わせたより大きいです。」と述べ「これは韓国観光の画期的なランドマークになるでしょう」と、言及した。
韓国の大手財閥であるロッテグループや建設会社のポスコ建設など、計15社が参加しており、2010年1月19日、国内外から年間1500万人の観光客が訪れると予想される3兆ウォン規模の(27億ドル)事業の資金を調達することになった。
2014年8月15日、ロッテが推進していた事業が中止され、K-ウォーターが新たなコンソーシアムを模索すると発表した。
2015年7月13日、京畿道はユニバーサル・スタジオ・コリアの開発を再開すると発表した。
2015年12月22日、ユニバーサル・スタジオ・コリアを復活させる計画が正式に発表され、ユニバーサル・スタジオ・北京のオープン前年の2020年初旬にオープンすると発表された。
2016年1月8日、韓国のニュースサイト「中央日報」は、「中央日報は、ユニバーサルに電子メールで釈明を求めたが、ユニバーサルは1月1日、韓国での事業の実現可能性を検討しているが、昨年K-ウォーターが発表した事業には関与していないと回答した。」と報じた。
2017年に正式に建設を中止することを発表した。